# Luis de Velasco

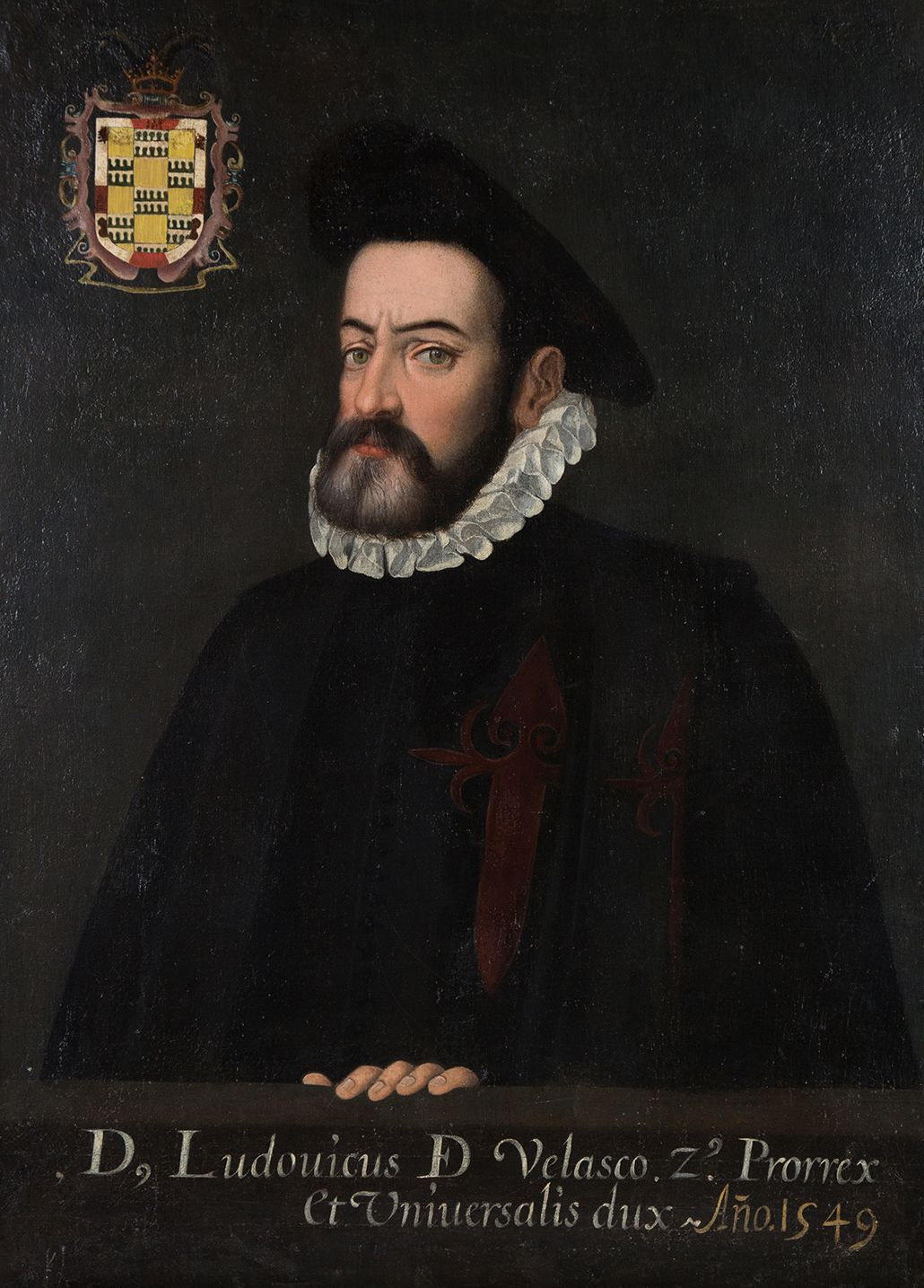
Luis de Velasco

Don Luis de Velasco, Marqués de Salinas (* 1511 in Carrión de los Condes; † 31. Juli 1564 in Mexiko-Stadt) war von 1550 bis zu seinem Tod zweiter Vizekönig von Neuspanien.

## Leben
Velasco entstammte einem alten kastilischen Adelsgeschlecht und bekleidete mehrere Verwaltungsämter (darunter auch das Amt des Vizekönigs von Navarra), ehe er im Jahr 1550 von Karl V. nach Neuspanien geschickt wurde, um Don Antonio de Mendoza als Vizekönig abzulösen. Velasco bekräftigte die Gesetze von 1542 (leyes nuevas), die die Ausbeutung der Einheimischen einschränken sollten, und befreite Tausende von Indianern. Im Jahr 1553 eröffnete Velasco die Real y Pontificia Universidad de México
1559 sandte er eine erfolgreiche Expedition zur Eroberung von Florida aus. Während seiner Herrschaft drangen die spanischen Siedler weiter nach Norden vor um die reichen Silberminen in der Umgebung von Zacatecas auszubeuten. 1592 finanzierte er dem kefalonischen Seefahrer Juan de Fuca eine Reise zur Entdeckung der heutigen Küste Kanadas. Kurz vor seinem Tod bereitete Velasco die Legazpi-Expedition zu den Philippinen vor.

## Nachkommen
Luis de Velasco war verheiratet mit Ana de Castilla y Mendoza, einer Nachfahrin des kastilischen Königshauses. Sein gleichnamiger Sohn, Luis de Velasco (genannt El Joven = „der Jüngere“), Marqués de Salinas (1539–1616), war zweimal Vizekönig von Neuspanien und einmal von Peru.